# 김종진 (공무원)
김종진(金鍾陳, 1956년 6월 28일 ~ )은 대한민국 제9대 문화재청장을 역임한 공무원이다.
전라북도 김제 출신이다. 1981년 7급 공채로 공무원 생활을 시작하여 차장으로 퇴직하였다. 2017년 4월 충남문화산업진흥원 원장이 되었으며, 2017년 8월 7일 문재인 정부에서 문화재청장으로 임명되었다.

## 학력
- 전주고등학교
- 한국방송통신대 경제학과 경제학사
- [2]공주대학교 문화유산대학원 문화유산학석사

## 경력
- 7급공채 문화재관리국(1981년 2월)
- 문화재청 문화유산국 기념물과장
- 문화재청 문화유산국 사적과장
- 문화재청 문화유산국 무형문화재과장
- 문화재청 재정기획관
- 문화재청 기획조정관
- 한국문화재보호재단 이사장
- 문화재청 차장(2014년 7월 16일 ~ 2016년 6월 30일)[1][3]
- 충남문화산업진흥원장[4]
- 문화재청장(2017년 8월 7일 ~ 2018년 8월 30일)[5]
- 공주대학교 문화유산대학원 객원교수(2019년 3월 1일 ~ 2022년 2월 28일)